# 三马丹
三马丹镇 是古晋省三马丹副县的一个沿海小渔镇，是砂拉越最西部的一个小镇，离伦乐镇有28公里，而离古晋市约有130公里。在三马丹镇岸外有两座岛屿：大达浪达浪岛（Talang-Talang Besar Island）与小达浪达浪岛（Talang-Talang Kecil Island）。三马丹镇拥有砂拉越最长的海滩，周围也有好几个度假村。

## 历史

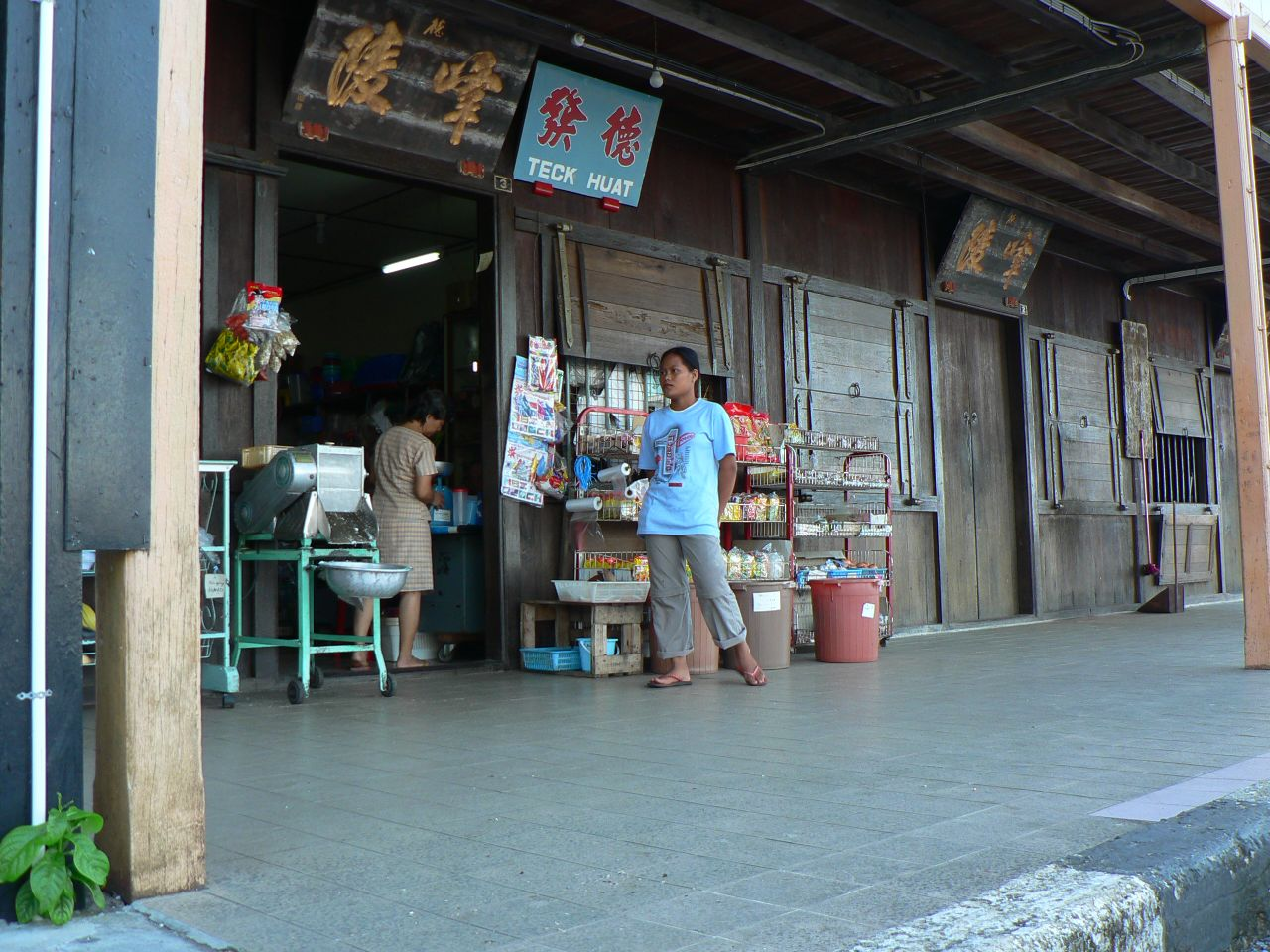
三马丹镇上的老店铺

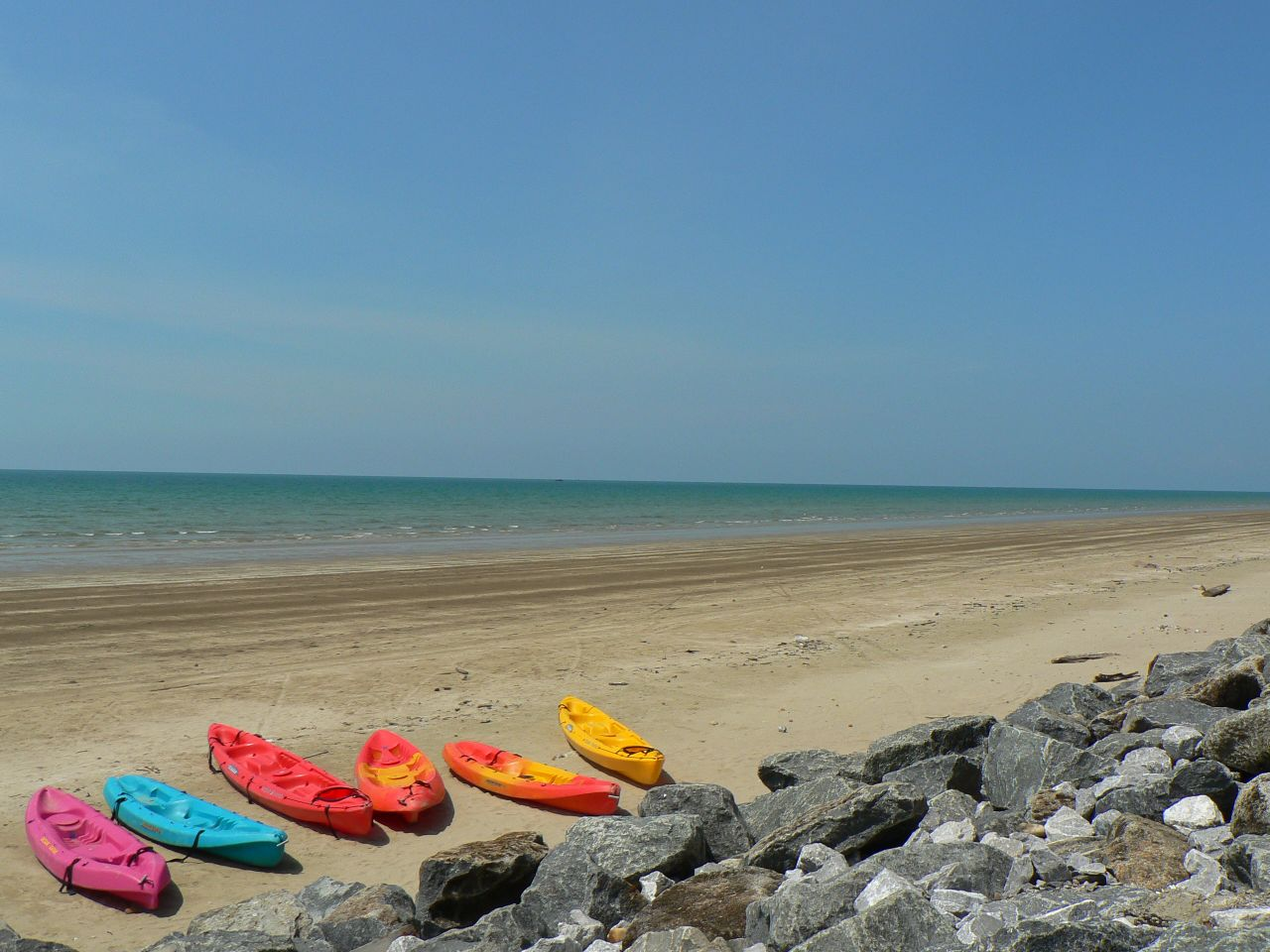
三马丹海滩

在19世纪80年代，因为三马丹镇附近一带的土壤肥沃，所以吸引了很多人到此种植胡椒与甘蜜。同时吸引了伦乐的商人到此经商，而随后兴建了亚答木板屋顶式店屋。
在1958年，三马丹有度繁荣过，当时英国殖民政府兴建了铝土矿场，刺激了当地的经济，而在高峰期的年产量可达20万吨。矿场经营了十年，但在1962年爆发了马印战争（马来西亚与印尼），这使到该矿务公司把矿场关了，也撤离了砂拉越。当时三马丹镇也成为了英国廓尔喀（Gurkha）軍團的前哨。
在60年代末，有很多印尼船只通过海上走私，运载许多土产到此作买卖。三年后，走私路线被政府截断了，三马丹镇经济也恢复了平静。
三马丹镇里也有个马来传说。相传有一个瑟拉邦海灣（Teluk Serabang）的贵族夫人。人们叫她伊当海军上将（Nakhoda Itam/Jeragan Sitam），打扮得像男人，而且也是一个骁勇善战的战士。她曾在拿督海岬（Tanjung Dato）的拉布安拉务（Labuan Gadong）种了椰树，而后来把椰木做成了帆船，从拉乃（Ranai）纳土纳群岛乘船到三马丹来。

## 交通
三马丹镇是Malaysia Federal Route 1 (Sarawak)第一部分（1-1）的西端终点。此外，新建设的淡婆罗洲大道也将公路延伸至美兰诺湾，可直接抵达和印尼接壤的丹绒拿督国家公园，于2019年启用。